# Cantón de Valderiès
El cantón de Valderiès era una división administrativa francesa, que estaba situada en el departamento de Tarn y la región de Mediodía-Pirineos.

## Composición
El cantón estaba formado por ocho comunas:
- Andouque
- Crespin
- Crespinet
- Saint-Grégoire
- Saint-Jean-de-Marcel
- Saussenac
- Sérénac
- Valderiès

## Supresión del cantón de Valderiès
En aplicación del Decreto nº 2014-170 de 17 de febrero de 2014, el cantón de Valderiès fue suprimido el 22 de marzo de 2015 y sus 8 comunas pasaron a formar parte del nuevo cantón de Carmaux-1 El Ségala.